# Mai 1996
Acest articol este generat integral pe baza informațiilor din articolul 1996 și este actualizat periodic de un robot.
 Editările făcute în articol vor fi șterse la următoarea actualizare! Dacă doriți să faceți modificări, editați articolul-sursă.

ianuarie -
februarie -
martie -
aprilie -
mai -
iunie -
iulie -
august -
septembrie -
octombrie -
noiembrie -
decembrie
Mai 1996 a fost a cincea lună a anului și a început într-o zi de miercuri.

## Evenimente
- 3 mai: Javier Solana, secretarul general al NATO, la capătul unui turneu prin mai multe țări central și est europene (Cehia, Slovacia, Slovenia, Albania, Bulgaria), efectuează cea mai scurtă vizită – de numai 6 ore – la București. Declară în privința extinderii spre est a NATO că „nu s-a luat încă nici o decizie, negocierile continuă și aderarea depinde de voința fiecărei țări”.[1]
- 4 mai: Se încheie etapa depunerii candidaturilor pentru alegerile locale din 2 iunie. Pentru primăria generală a Bucureștiului există 47 de candidaturi.
- 4 mai: Ion Iliescu promulgă legea prin care se acordă privilegii celor care au participat direct între 16-25 decembrie 1989 la luptele care au dus la victoria Revoluției.
- 4 mai: Dan Iosif, președintele onorific al organizației revoluționarilor din decembrie 1989 declară că membrii organizației îl sprijină necondiționat pe Ion Iliescu în alegerile preziențiale. În același timp, nemulțumit că revoluționarii nu au fost puși pe lista PDSR pe locuri eligibile la alegerile locale, declară că dacă negocierile nu vor avea rezultatele scontate, vor boicota PDSR încercând să lămurească electoratul că între Ion Iliescu și PDSR nu există nici o legătură.[1]
- 20 mai: Căpitanul SRI, Constantin Bucur, a făcut publice niște înregistrări ale unor convorbiri telefonice despre care a afirmat că au fost realizate ilegal de SRI. Este trecut în rezervă și se dispune începerea urmăririi penale în cazul său pentru încălcarea Legii privind siguranța națională și încălcarea articolului privind divulgarea secretului profesional.[1]
- 23 mai: Ion Iliescu se întâlnește la Cotroceni cu liderii partidelor parlamentare. S-a convenit ca pragul electoral pentru alegerile parlamentare să fie de 5%, prag susținut de PDSR, CDR, PL'93 și UDMR. PAC, PUNR, PSM și PNLCD s-au pronunțat pentru păstrarea pragului electoral de 3%.[2]
- 23 mai: Se dă publicității sondajul IMAS privitor la postul de primar general al Capitalei. Victor Ciorbea (CDR) - 35,4%; Ilie Năstase (PDSR) - 32,8%; Anton Vătășescu (USD) - 11,8%; Doru Viorel Ursu (independent) - 8,5%; Dinu Patriciu (PL’93) - 4,5%. Bucureștenii se vor prezenta la vot în proporție de 76%.[2]

## Nașteri
- 5 mai: Mayar Sherif, jucătoare de tenis egipteană
- 8 mai: 6ix9ine, rapper și cântăreț american
- 9 mai: Noah Centineo, actor american
- 9 mai: Florin Ștefan, fotbalist român
- 12 mai: Moa Mua Maliepo, rugbist român
- 12 mai: Kostas Tsimikas, fotbalist grec
- 14 mai: Martin Garrix, DJ și producător de muzică neerlandez
- 14 mai: Filip Lesniak, fotbalist slovac
- 16 mai: George Mareș, fotbalist român (atacant)
- 17 mai: Ryan Ochoa, actor american
- 21 mai: Karen Hacianov, jucător rus de tenis
- 21 mai: Karen Hacianov, jucător de tenis rus
- 23 mai: Răzvan Gabriel Marin, fotbalist român
- 23 mai: Çağlar Söyüncü, fotbalist turc
- 27 mai: Kim Jae-hwan, cântăreț sud-coreean
- 30 mai: Aleksandr Golovin, fotbalist rus
- 30 mai: Beatriz Haddad Maia, jucătoare de tenis braziliană

## Decese
Serge Chermayeff (Serge Ivan Chermayeff), 95 ani, arhitect britanic (n. 1900)
Christian de Chergé, 59 ani, călugăr algerian trapist (n. 1937)
Guy Mazeline (Guy Marius Paul Mazeline), 96 ani, scriitor francez (n. 1900)
Ovidiu Papadima, 87 ani, cronicar literar, eseist și istoric literar român (n. 1909)
Antonín Mrkos, 78 ani, astronom ceh (n. 1918)
Semion Șvarțburd, matematician rus (n. 1918)